# Didcot
Didcot är en stad och civil parish i grevskapet Oxfordshire i England. Staden ligger i distriktet South Oxfordshire, cirka 16 kilometer söder om Oxford och cirka 25 kilometer nordväst om Reading. Tätortsdelen (built-up area sub division) Didcot hade 26 920 invånare vid folkräkningen år 2011.